# Matthias Liebers
Matthias Liebers (* 22. November 1958 in Leipzig) ist ein ehemaliger Fußballspieler und Fußballtrainer. Er spielte für den 1. FC Lokomotive Leipzig in der DDR-Oberliga und für den VfB Leipzig in der Bundesliga. Er ist 59-facher DDR-Nationalspieler und Olympia-Silbermedaillengewinner 1980.

## Sportliche Laufbahn
Von 1965 bis 1968 spielte Matthias Liebers bei der Betriebssportgemeinschaft (BSG) Lokomotive Leipzig-Mitte. Anschließend wechselte er zum Leipziger Fußballschwerpunkt 1. FC Lokomotive Leipzig. Als Juniorenspieler wurde er 1975 in den Kader der DDR-Juniorennationalmannschaft aufgenommen, mit der er bis 1977 als Mittelfeldspieler 36 Länderspiele bestritt, in denen er 12 Tore erzielte. 1976 wurde er mit den Junioren des 1. FC Lok DDR-Juniorenmeister. Zu seinem ersten Oberligaspiel kam er mit 18 Jahren als Einwechselspieler in der 46. Minute am letzten Spieltag der Saison 1976/77. Zum Stammspieler in der Oberligamannschaft des 1. FC Lok wurde Liebers in der Spielzeit 1978/79, in der 24 der 26 Punktspiele als Mittelfeldakteur absolvierte und drei Tore erzielte. Gleichzeitig wurde er Mitglied der DDR-Nachwuchsnationalmannschaft, für die er zwischen 1978 und 1983 19 Länderspiele bestritt (2 Tore). Bis zum Ende der letzten DDR-Oberliga-Saison (1990–1991) wurde Liebers in insgesamt 321 Punktspielen aufgeboten und erzielte dabei 37 Tore. In den Spielen um den DDR-Fußballpokal wurde er 57-mal eingesetzt und gewann sowohl 1986 (5:1 über den 1. FC Union Berlin) als auch 1987 (4:1 über Hansa Rostock) den Pokalwettbewerb. Außerdem bestritt Liebers 43 Spiele in den verschiedenen Europapokal-Wettbewerben, wobei er 1987 bis in das Endspiel des Europapokals der Pokalsieger Ajax Amsterdam – 1. FC Lok (1:0) vorstieß.
Am 8. Oktober 1980 bestritt Liebers sein erstes A-Länderspiel beim Freundschaftsspiel Tschechoslowakei – DDR (0:1), in dem er ebenfalls im Mittelfeld eingesetzt wurde. Bis 1987 kam er auf 59 Länderspieleinsätze mit vier Torerfolgen. Mit der DDR-Olympiaauswahl bestritt er bei den Olympischen Spielen 1980 alle sechs Spiele, wobei er jedoch nur als Einwechselspieler mitwirkte. Im Endspiel gegen die Tschechoslowakei (0:1), wurde er erst in 81. Minute eingewechselt.
Von 1991 bis 1996 absolvierte Liebers mit dem VfB Leipzig 25 Bundesliga-Spiele in der Saison 1993/1994 und 74 Spiele in der 2. Bundesliga. Er ließ seine Karriere beim FC Grün-Weiß Wolfen (1996–1997), beim FV Zeulenroda (1997–1998) ausklingen und spielte bis zuletzt beim SV Blau-Weiß 90 Neustadt. In der Saison 2004/05 bestritt er für den wiedergegründeten 1. FC Lokomotive Leipzig in der 3. Kreisklasse zwei Spiele und schoss dabei ein Tor.
Von 2005 bis 2011 trainierte er den SV  Blau-Weiß Neustadt. In der Saison 2009/2010 führte er die Neustädter aus der Landesklasse Ost souverän zum Aufstieg in die Landesliga Thüringen. Von 2011 bis 2016 trainierte Liebers den VfL 06 Saalfeld. Seit Oktober 2016 trainiert er die 1. Mannschaft der SG FC Motor Zeulenroda, welche seit 2012 in der Landesklasse, Staffel 1 in Thüringen spielt.

## Erfolge als Spieler
- Silbermedaille bei Olympischen Sommerspielen 1980 mit der DDR-Fußballauswahl
- Finale des Pokals der Pokalsieger 1987
- FDGB-Pokalsieger: 1981, 1986, 1987
- DDR-Vizemeister: 1986, 1988
- DDR-Juniorenmeister 1976

## Auszeichnungen
- 1980 – Vaterländischer Verdienstorden in Bronze[2]